# Out Skerries
Out Skerries (fornnordiska: "östra skären"), ofta nedkortat till the Skerries, är några tätt liggande öar som är en del av Shetlandsöarna i Skottland. Öarna ligger omkring 7 km nordöst om Whalsay.

## Öar
Huvudöarna är Housay, Bruray och Grunay, av vilka de två första är bebodda och förenade av en bro. Grunay är sedan fyrvaktarbostaden övergavs 1972 obebodd.
Mindre holmar och skär runt Out Skerries är Billia Skerry, Bound Skerry, Easter Skerry, Filla, Flat Lamba Stack, Grunay, Hevda Skerries, Horn Skerry, Lamba Stack, Little Bound Skerry, Little Skerry, Long Guen, Muckle Skerry, North Benelip, Old Man's Stack, Short Guen, South Benelip, Swaba Stack, Tamma Skerry, The Hogg, Vongs, och Wether Holm

## Historia
1800-talets invånare på Out Skerries bodde ännu i mycket enkla hus, enplansbyggnader om två rum byggda av stenbumlingar tätade med kalkbruk och torvtak. I senare hälften av 1800-talet täcktes dock vissa av hustaken med tjärpapp.

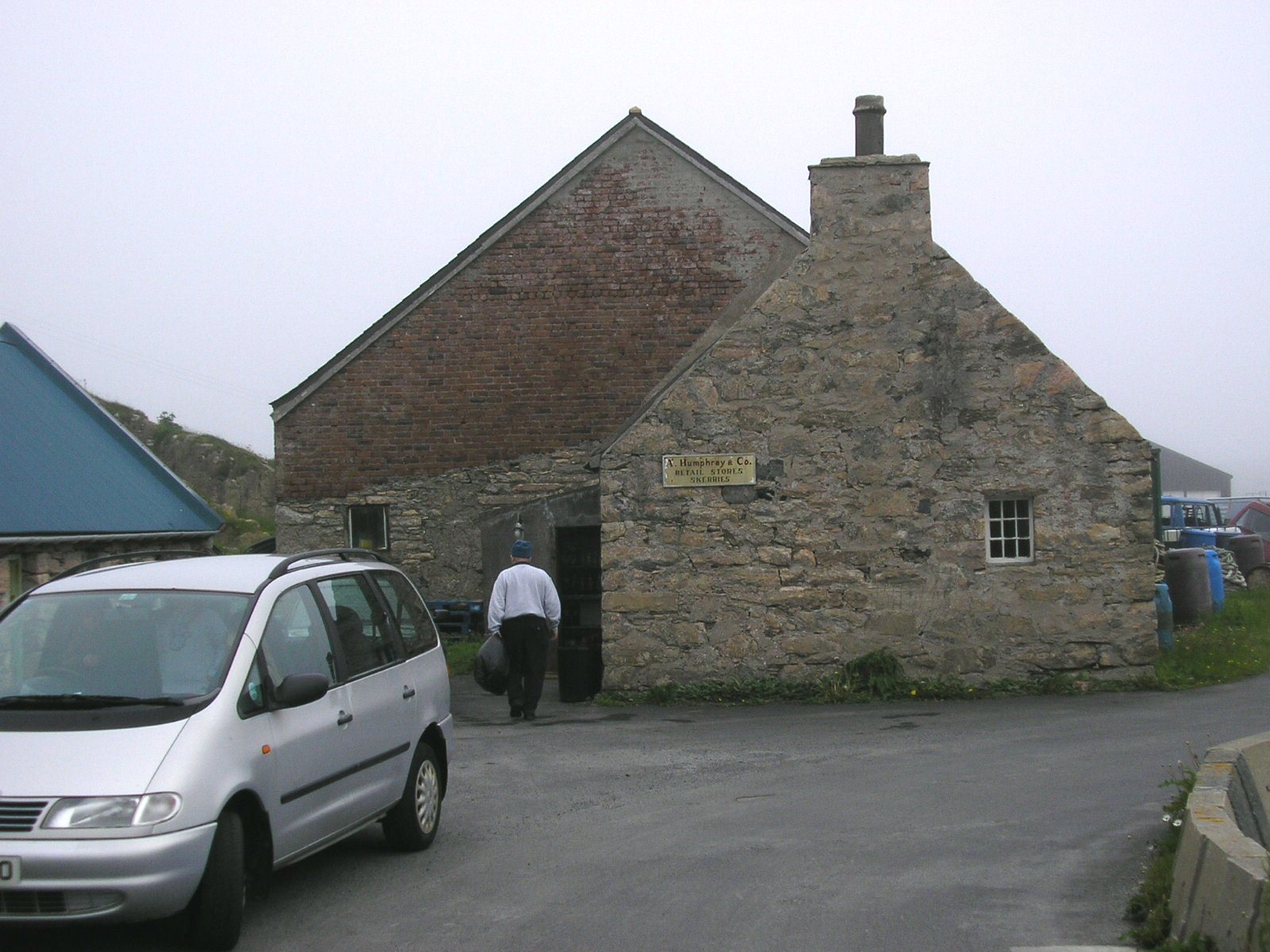
Lokalbutik vid hamnen i Out Skerries